# Strongylacidon conulosum
Strongylacidon conulosum är en svampdjursart som beskrevs av Patricia R. Bergquist och Fromont 1988. Strongylacidon conulosum ingår i släktet Strongylacidon och familjen Chondropsidae. Inga underarter finns listade i Catalogue of Life.